# Aleksandăr Stambolijski (reservoar)
Aleksandăr Stambolijski (bulgariska: Александър Стамболийски) är en reservoar i Bulgarien.   Den ligger i regionen Gabrovo, i den centrala delen av landet, 150 kilometer öster om huvudstaden Sofia. Aleksandăr Stambolijski ligger 196 meter över havet.